# Néos Palamás
Néos Palamás (Neos Palamas) är en ort i Grekland.   Den ligger i prefekturen Fthiotis och regionen Grekiska fastlandet, i den centrala delen av landet, 160 km nordväst om huvudstaden Aten. Néos Palamás ligger 585 meter över havet och antalet invånare är 189.
Terrängen runt Néos Palamás är kuperad söderut, men norrut är den platt. Runt Néos Palamás är det ganska tätbefolkat, med 155 invånare per kvadratkilometer. Närmaste större samhälle är Lamia, 15,1 km söder om Néos Palamás. == Kommentarer ==
1. ↑  Framräknat ur variansen i alla höjduppgifter (DEM 3") från Viewfinder Panoramas, inom 10 km radie.[2] Mer om algoritmen finns här: Användare:Lsjbot/Algoritmer.